# Río Ulla
Río Ulla är ett vattendrag i Spanien.   Det ligger i provinsen Provincia da Coruña och regionen Galicien, i den nordvästra delen av landet, 500 km nordväst om huvudstaden Madrid.